# Thomas Frank (Historiker)

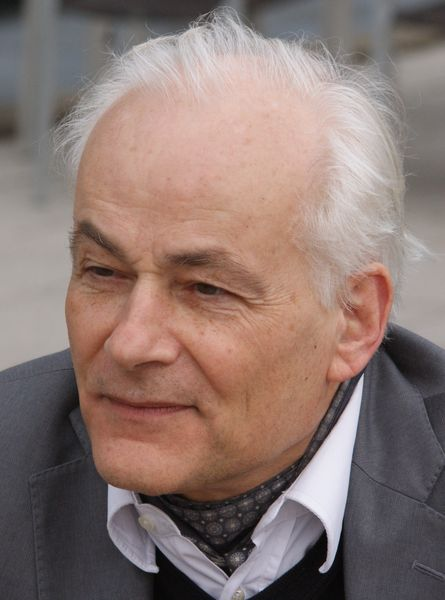
Thomas Frank im März 2022, aufgenommen von Werner Maleczek auf einer Reichenau-Tagung des Konstanzer Arbeitskreises für mittelalterliche Geschichte

Thomas Frank (* 20. November 1958 in Bruchsal) ist ein deutscher Historiker.

## Leben und Wirken
Thomas Frank studierte Geschichte und Romanistik an den Universitäten München, Freiburg im Breisgau und Aix-en-Provence. Er erwarb 1986 den Magister Artium. Im Jahr 1989 wurde er promoviert an der Universität Freiburg mit einer von Karl Schmid betreuten Arbeit über Gedenkbücher, die in verschiedenen Regionen Italiens im 11. und 12. Jahrhundert angelegt worden sind. Seine Habilitation erfolgte im Jahr 2000 an der Freien Universität Berlin mit einer Arbeit zu Bruderschaften im spätmittelalterlichen Kirchenstaat. Von 2000 bis 2005 war er wissenschaftlicher Mitarbeiter am Zentrum für Literaturforschung in Berlin. Ab 2006 war er wissenschaftlicher Mitarbeiter an der FU Berlin. Er hatte 2006/2007 eine Vertretung des Lehrstuhls für Mittlere und Neuere Geschichte und Vergleichende Landesgeschichte an der Universität Mainz. Von 2009 bis 2013 war er Vertragsprofessor an der Universität Pavia. Von 2013 bis 2014 war er wissenschaftlicher Mitarbeiter an der Universität Wien. Seit Oktober 2014 ist er Professor (professore associato) für mittelalterliche Geschichte in Pavia.
Seine Forschungsschwerpunkte sind die Geschichte der sozialen und religiösen Einrichtungen und Bruderschaften in spätmittelalterlichen Städten, Mönchtum im Hochmittelalter, die Geschichte der Heiligkeit und Hagiographie, die politische Theorie und mittelalterliches Recht, die Kulturgeschichte und Agrargeschichte. In seiner Dissertation behandelte er Memorialzeugnisse aus dem hochmittelalterlichen Italien, darunter die Bischofskirche von Trient, aus dem Kloster San Savino in Piacenza, der Kathedrale von Salerno, dem Priorat von Monte Cassino, S. Maria in Albaneta, den Benediktinerabteien Subiaco und Polirone sowie der (Stifts-)Kirche Santo Spirito in Benevent. Die Anlage dieser Bücher sieht er „als gezielte Bestandsaufnahme und Neuinterpretation der eigenen Tradition“. Er stellte „eine Häufung von Memorialanlagen an den Schauplätzen der Reform“ fest und sieht diese als „Zeugnisse für die Wirksamkeit der Kirchenreform in Italien“. Im Anhang legte er eine Edition der Gebetsverbrüderung im älteren Gedenkbuch von Piacenza vor.
In seiner Habilitationsschrift verfolgt er das Ziel, „Erklärungen für die Entwicklung spätmittelalterlicher Bruderschaften zu finden“. Bruderschaften definiert er als „auf Dauer angelegte Personenvereinigungen mit explizit religiösen, darunter oft auch karitativen, implizit sozialen und wirtschaftlichen Funktionen“, wobei die „aus diesen Funktionen entwickelten, meist rituell vollzogenen, nach innen wie nach außen wirkenden Handlungsweisen in Auseinandersetzung mit den Kontrollansprüchen der Gesellschaft und den Mitgliederinteressen eine Gruppenidentität erzeugen und die Mitgliedschaft den kirchenrechtlichen Status des einzelnen nicht berührt“. Darauf aufbauend untersucht er die durch Statuten und Legate gut dokumentierten Bruderschaften in den großen Kirchenstaatkommunen Viterbo, Orvieto und Assisi von 1300 bis zur Mitte des 15. Jahrhunderts im Hinblick auf Entwicklung, Funktion und Personenumfeld der Bruderschaft. In einer begriffsgeschichtlichen Untersuchung zu Bruderschaften in Verbindung mit Hospitälern konnte er für Assisi, Rom und Straßburg zeigen, dass diese Beziehungen komplexer waren als in der Historiographie bislang dargestellt.
Er veröffentlichte 2014 eine Darstellung über Reformdiskurs zwischen dem 14. und 16. Jahrhundert anhand verschiedener Hospitäler. Die Studie ging aus dem Teilprojekt der von 2005 bis 2011 an der FU Berlin verankerten DFG-Forschergruppe „Topik und Tradition“ hervor. Frank möchte in seiner Studie die Frage klären, wie über die Anliegen der Reformer und ihrer Gegner diskutiert und welche Argumente für oder gegen eine Reform ausgetauscht wurden.

## Schriften (Auswahl)
Monographien
- Religione, diritto, economia in confraternite e ospedali medievali. Pavia University Press, Pavia 2019, ISBN 978-88-6952-099-0.
- Heilsame Wortgefechte. Reformen europäischer Hospitäler vom 14. bis 16. Jahrhundert (= Berliner Mittelalter- und Frühneuzeitforschung. Band 18). V&R unipress, Göttingen 2014, ISBN 978-3-8471-0317-2.
- Bruderschaften im spätmittelalterlichen Kirchenstaat. Viterbo, Orvieto, Assisi (= Bibliothek des Deutschen Historischen Instituts in Rom / Deutsches Historisches Institut in Rom. Band 100). Niemeyer, Tübingen 2002, ISBN 3-484-82100-0 (Vollständig zugleich: Berlin, Freie Universität, Habilitationsschrift, 2000).
- Studien zu italienischen Memorialzeugnissen des 11. und 12. Jahrhunderts (= Arbeiten zur Frühmittelalterforschung. Band 21). De Gruyter, Berlin u. a. 1991, ISBN 3-11-012588-9.

Herausgeberschaften
- mit Daniela Rando: Ernst Kantorowicz (1895–1963). Storia politica come scienza culturale. Ernst Kantorowicz (1895–1963). Political History as Cultural Inquiry. Pavia University Press, Pavia 2015, ISBN 978-88-6952-024-2.
- mit Norbert Winkler: Renovatio et unitas – Nikolaus von Kues als Reformer. Theorie und Praxis der reformatio im 15. Jahrhundert (= Berliner Mittelalter- und Frühneuzeitforschung. Band 13). V&R unipress, Göttingen 2012, ISBN 978-3-89971-962-8.
- mit Michael Matheus, Sabine Reichert: Wege zum Heil. Pilger und heilige Orte an Mosel und Rhein (= Geschichtliche Landeskunde. Band 67). Franz Steiner Verlag, Stuttgart 2009, ISBN 978-3-515-09165-7